# Словенске Криве
Словенске Криве (слч. Slovenské Krivé) насељено је мјесто са административним статусом сеоске општине (слч. obec) у округу Хумење, у Прешовском крају, Словачка Република.

## Становништво
| Година:    | 1994. | 2004.   | 2014.   | 2024.   |
| ---------- | ----- | ------- | ------- | ------- |
| Број људи: | 129   | 139     | 126     | 123     |
| Разлика:   |       | +7,75 % | -9,35 % | -2,38 % |

| Година:    | 2023. | 2024.   |
| ---------- | ----- | ------- |
| Број људи: | 121   | 123     |
| Разлика:   |       | +1,65 % |

Према подацима о броју становника из 2024. године насеље је имало 123 становника.